# Atherigona angustiloba
Atherigona angustiloba este o specie de muște din genul Atherigona, familia Muscidae. A fost descrisă pentru prima dată de Fritz Isidore van Emden în anul 1956.
Este endemică în Burundi. Conform Catalogue of Life specia Atherigona angustiloba nu are subspecii cunoscute.